# 都市計画マスタープラン
都市計画マスタープラン（としけいかくマスタープラン）とは、1992年（平成4年）の都市計画法改正により規定された「市町村の都市計画に関する基本的な方針」（法第18条の2）のことである（略して「都市マス」または「市町村マス」）。単にマスタープランと呼ばれることもある。
この他に都道府県が定める都市計画区域マスタープランがある（詳細は後述）。

## 概要
都市計画マスタープランは、市町村議会の議を経て定められた市町村の基本構想、および「都市計画区域の整備、開発及び保全の方針」（後出）に即して、市町村が定めることになっている。
「都市づくりの具体性ある将来ビジョンを確立し、個別具体の都市計画の指針として地区別の将来のあるべき姿をより具体的に明示し、地域における都市づくりの課題とこれに対応した整備等の方針を明らかにする市町村のマスタープラン」（法改正当時の建設省都市局長通達）とされる。
作成に当たっては、「都道府県又は市町村は、次項の規定による場合を除くほか、都市計画の案を作成しようとする場合において必要があると認めるときは、公聴会の開催等住民の意見を反映させるために必要な措置を講ずるものとする。」（法第16条）とされており、策定委員会の設置、説明会、アンケートなどを実施するのが一般的である。

## 都市計画区域の整備、開発及び保全の方針
2000年（平成12年）の法改正により、従来の「市街化区域及び市街化調整区域の整備、開発又は保全の方針」（略して「整開保」）に代わって、「都市計画区域の整備、開発及び保全の方針」（法第6条の2）が規定された。これは都市計画区域マスタープランとも呼ばれる（略して「区域マス」）。
「区域マス」は、都道府県が都市計画区域ごとに定めることとされている。また、従来の「整開保」の中には、都市再開発法に基づく「都市再開発方針」などが含まれていたが、法改正により、これらは独立して定めることになった（法第7条の2）。
マスタープランとは、基本計画を意味する。「都市マス」「区域マス」はともに、都市の人口・産業の動向をふまえ、将来像を示し、個々の都市計画を位置付ける役割を持つもので、建築行為等に直接的な規制を行うものではない。
時折、「都市計画マスタープランを作っても、乱開発や高層マンション計画を止められない」「絵に描いた餅ではないか」などと誤解されるが、都市計画マスタープランは直接的規制を行うものではなく、具体的な規制、ルール作りが必要な場面では、地区計画やまちづくり条例などの手法が必要となる。

## 東京都の場合
2004年「整開保」の失効にともない、2004年4月、決定権者である東京都が、都内すべての都市計画区域ごとに「区域マス」を決定した。
既に法改正前から「まちづくり方針」などの名称で「都市マス」に相当するプランを策定していた区市もあった。法改正後にいち早く作った事例としては、1994年の台東区（台東区まちづくり方針）、足立区（足立区都市計画マスタープラン）がある。順次、各区市で作成され、現在は多くの区市で作成されている。